# Leki przeciwpsychotyczne
Leki przeciwpsychotyczne, leki neuroleptyczne, neuroleptyki (od gr. νεῦρον neuron ‘nerw’ i λῆψις lepsis ‘napad, ujęcie, schwytanie’) – klasa leków stosowana w leczeniu zaburzeń psychicznych, głównie schizofrenii i innych psychoz, w przebiegu których występują objawy wytwórcze: urojenia, omamy, zaburzenia aktywności, uczuciowości, świadomości.
Długotrwałe stosowanie leków przeciwpsychotycznych skutkować może działaniami niepożądanymi, takimi jak zespół pozapiramidowy, ginekomastia, impotencja, zwiększenie masy ciała i zespół metaboliczny.
Pierwsza generacja leków przeciwpsychotycznych, znana jako neuroleptyki klasyczne, została odkryta w latach 40. XX wieku. Pierwszym spośród leków drugiej generacji, znanych także jako neuroleptyki atypowe, była klozapina, stworzona w latach 60. i wprowadzona do zastosowań klinicznych w latach 70.. Obie generacje blokują receptory dopaminowe w mózgu, jednakże atypowe dodatkowo oddziałują na receptory serotoninowe.
Pierwsze zastosowanie terminu neuroleptyki przypisuje się francuskim lekarzom Jeanowi Delayowi i Pierre'owi Denikerowi (1955).

## Zastosowanie
Leki przeciwpsychotyczne są najczęściej stosowane w leczeniu następujących zaburzeń:
- Schizofrenia
- Zaburzenie schizoafektywne, najczęściej w połączeniu z antydepresantem (w typie depresyjnym) lub stabilizatorem nastroju (w typie dwubiegunowym)
- Zaburzenie afektywne dwubiegunowe (mania i epizody mieszane) mogą być leczone zarówno klasycznymi jak i atypowymi neuroleptykami, choć neuroleptyki atypowe są preferowane ze względu na mniejszy profil działań niepożądanych[4] i niosą mniejsze ryzyko zmiany epizodu maniakalnego w depresyjny[5].
- Epizod depresji z objawami psychotycznymi w połączeniu z antydepresantem[6].
- Lekooporna (niekoniecznie psychotyczna) depresja jako dodatek do standardowej terapii antydepresantami[6].
- Poważna drażliwość u dzieci z zaburzeniem ze spektrum autyzmu[7].

Rzadsze wskazania obejmują zaburzenia obsesyjno-kompulsyjne, zespół stresu pourazowego, zaburzenia osobowości, zespół Tourette'a. Nie są zalecane w leczeniu otępienia, bezsenności i zaburzeń osobowości, jednak mogą być zastosowane gdy inne terapie nie działają. Możliwe jest ich stosowanie u dzieci, pod warunkiem, że inne sposoby leczenia nie dają rezultatów i dziecko cierpi na zaburzenia psychotyczne.

## Mechanizm działania
Leki przeciwpsychotyczne, na przykład haloperydol i chloropromazyna działają poprzez blokowanie receptorów dopaminowych D2 w szlakach dopaminergicznych mózgu. Oznacza to, że uwalniana w tych szlakach dopamina odnosi mniejszy efekt. Nadmiar wydzielanej dopaminy w szlaku mezolimbicznym (będącym jednym ze szlaków dopaminergicznych) jest z kolei powiązany z doświadczeniami psychotycznymi. Dodatkowo, leki przeciwpsychotyczne wykazują działanie antagonistyczne względem receptorów 5-HT2A. Niektóre allele kodujące receptory 5-HT2A zostały powiązane z podwyższonym ryzykiem schizofrenii i innych psychoz, zwłaszcza w przebiegu ciężkiej depresji. Neuroleptyki w mniejszym stopniu wpływają na receptory adrenergiczne, a także histaminowe i w niektórych przypadkach acetylocholinowe. 
Leki te nie wywołują efektu narkotycznego, czyli nie mogą doprowadzić do uzależnienia, ale wiele z nich potęguje działanie narkotyków i alkoholu etylowego (mimo tego niektóre są lub były stosowane w terapiach odwykowych, między innymi w celu przerwania efektu działania narkotyku, na przykład chloropromazyna (używana w celu przerwania działania LSD).

## Działania niepożądane
Głównym działaniem niepożądanym jest parkinsonowski zespół poneuroleptyczny (zob. parkinsonizm). Starsze, tzw. klasyczne neuroleptyki wywoływały też wiele ubocznych objawów wegetatywnych jak suchość w jamie ustnej, zaburzenia akomodacji, nadmierna senność, zaburzenia czynności wątroby, zaburzenia funkcji seksualnych.
Wszystkie leki przeciwpsychotyczne (zwłaszcza leki I generacji) stwarzają pewne ryzyko wystąpienia potencjalnie śmiertelnego złośliwego zespołu neuroleptycznego. Ryzyko takie ocenia się do około 3%. Może je zwiększać zażywanie substancji psychoaktywnych, nagłe zwiększanie dawek lub stosowanie leku niezgodnie z zaleceniami,

## Historia
Pierwszym neuroleptykiem wprowadzonym do światowego lecznictwa jest chloropromazyna, która należy do grupy fenotiazyn. Neuroleptyk ten na przestrzeni czasu utracił swoje pierwotne znaczenie z powodu niekorzystnego profilu farmakokinetycznego. W wyniku wspomnianego dochodzi do nieswoistego oddziaływania na receptory, co wiąże się z szeregiem działań niepożądanych, takimi jak zmniejszenie możliwości adaptacji do zmian temperatury otoczenia. W późniejszym czasie zsyntetyzowano lewomepromazynę i prometazynę, także zaliczane do grupy fenotiazyn. Kolejnym krokiem stało się zsyntetyzowanie kolejnych klasycznych leków przeciwpsychotycznych.
Dużym krokiem w leczeniu psychoz było zsyntetyzowanie nowych generacji neuroleptyków działających również na receptor serotoninowy. Pierwszym z nich była klozapina. Neuroleptyki te (np. olanzapina, rysperydon, paliperydon, zyprazydon, kwetiapina) powodują znacznie mniej objawów ubocznych, wczesnych i późnych (np. dyskinez).

## Podział neuroleptyków

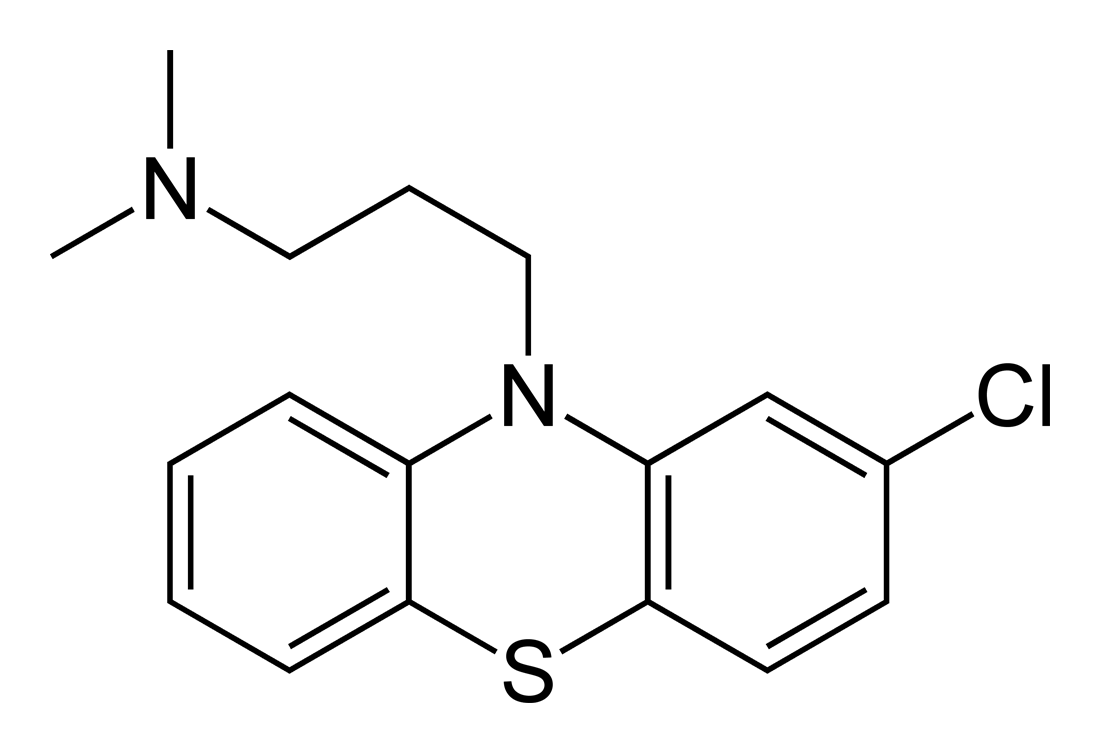
Chloropromazyna

Haloperydol

Kwetapina

Ze względu na ryzyko wystąpienia działań pozapiramidowych oraz skuteczność kliniczną, leki przeciwpsychotyczne zostały podzielone na dwie zasadnicze grupy: I generacji (klasyczne, typowe, LPP) oraz II generacji (atypowe, LPPII). Ten podział jest też najczęściej używanym podziałem w praktyce klinicznej.

Do oceny nasilenia objawów pozapiramidowych można użyć skali Simpsona-Angusa.

## Leki przeciwpsychotyczne I generacji − klasyczne, typowe

### Pochodne fenotiazyny
- alifatyczne (chloropromazyna, promazyna, lewomepromazyna). Zasadniczy profil działania jest w kierunku sedatywnym zaś działania uboczne wykazują głównie ze strony układu wegetatywnego.
- piperydynowe (tiorydazyna, pipotiazyna)
- piperazynowe (perfenazyna, flufenazyna, perazyna, tioproperazyna, trójfluoroperazyna)

Zasadniczy profil działania jest w kierunku antyautystycznym i aktywizującym zaś działania uboczne wykazują głównie ze strony układu pozapiramidowego.

### Pochodne tioksantenu
W profilu działania leki z tej grupy wykazują również pewne działanie przeciwdepresyjne (z wyjątkiem tiotiksenu).
- chloroprotyksen
- flupentyksol
- fluprotiksen
- klopentyksol
- klotiksamid
- piflutyksol
- teflutyksol
- tiotyksen
- zuklopentyksol

### Pochodnebutyrofenonu
Zasadniczy profil działania jest zbliżony do piperazynowych pochodnych fenotiazyny, wykazują wyraźne działania uboczne ze strony układu pozapiramidowego.
- haloperydol
- droperydol
- trifluperydol

### Benzamidy
- sulpiryd
- tiapryd

## Leki przeciwpsychotyczne II generacji – atypowe
Są to: amisulpryd, asenapina, arypiprazol, blonanseryna, iloperydon, klozapina, kwetiapina, lurazydon, melperon, olanzapina, paliperydon, rysperydon, sertindol, zyprazydon, zotepina.

## Postacie neuroleptyków
- postacie doustne (tabletki, tabletki szybkorozpuszczalne, płyn)
- iniekcje krótkodziałające
- iniekcje długodziałające

## Metabolizm leków przeciwpsychotycznych z udziałem cytochromuP450
| Lek                              | CYP1A2 | CYP3A3/CYP3A4 | CYP2D6 | CYP 2D6 hamowany przez lek |
| -------------------------------- | ------ | ------------- | ------ | -------------------------- |
| Benzamidy (amisulpryd, sulpiryd) | -      | -             | -      | -                          |
| Fenotiazyny (chloropromazyna)    | -      | -             | ++     | ++                         |
| Flufenazyna                      | -      | -             | ++     | ++                         |
| Haloperydol                      | +      | -             | ++     | ++                         |
| Klozapina                        | ++     | +             | +/-    | -                          |
| Kwetiapina                       | -      | ++            | -      | -                          |
| Olanzapina                       | +      | -             | +      | -                          |
| Perfenazyna                      | -      | -             | ++     | ++                         |
| Rysperydon                       | -      | ++            | ++     | -                          |
| Tiorydazyna                      |        | ++            | -      |                            |
| Zyprazydon                       | +/-    | ++            |        | -                          |
| Zuklopentiksol                   | -      | -             | ++     | -                          |

## Działanie sedatywne LPP
| działanie sedatywne | leki                                                                                             |
| ------------------- | ------------------------------------------------------------------------------------------------ |
| bardzo silne        | klozapina, lewomepromazyna, chloropromazyna, butaperazyna, tioproperazyna                        |
| silne               | tiorydazyna, chloroprotyksen, haloperydol, olanzapina, perfenazyna, zuklopentiksol, klopentiksol |
| słabe               | flufenazyna, trifluoperazyna, tiotiksen                                                          |
| bardzo słabe        | kwetiapina, zyprazydon, pimozyd                                                                  |
| brak                | sulpiryd, amisulpryd, rysperydon, flupentyksol                                                   |

## Bezpieczeństwo stosowania w ciąży
Leki przeciwpsychotyczne należą do kilku kategorii ryzyka działań teratogennych:
- Kategoria B – sulpiryd, klozapina
- Kategoria C – chloropromazyna, promazyna, lewomepromazyna, trifluperazyna, haloperydol, olanzapina, zuklopentiksol, flupentyksol, kwetiapina, rysperydon
- Kategoria D – zotepina

## Powinowactwo LPP do receptorów cholinergicznych
| Powinowactwo | Lek                                                                     |
| ------------ | ----------------------------------------------------------------------- |
| bardzo silne | lewomepromazyna, klozapina                                              |
| silne        | olanzapina, chloropromazyna                                             |
| słabe        | chloroprotyksen, klopentiksol, flufenazyna, tiorydazyna, zuklopentiksol |
| minimalne    | perfenazyna, trifluperazyna, haloperydol, pimozyd                       |
| brak         | amisulpryd, rysperydon, sulpiryd, zyprazydon                            |

Leków silnie działających cholinolitycznie (klozapina, lewomepromazyna, olanzapina, tiorydazyna, zuklopentiksol, trifluperazyna) nie należy podawać w miastenii, w jaskrze z zamkniętym kątem przesączania, w rozroście gruczołu krokowego.

## Wpływ na próg drgawkowy
Wszystkie LPP, z wyjątkiem rysperydonu, obniżają próg drgawkowy. Najczęściej napady drgawkowe występują podczas leczenia klozapiną i w zależności od stosowanej dawki mogą pojawić się u 5–20% leczonych. Najczęściej występują pod postacią dużych napadów, mioklonicznych. Ryzyko napadów wzrasta również podczas szybkiego zwiększania dawek oraz u osób długo leczonych klozapiną.